# Двородржица
Двородржица је дворска титула у средњовековној Србији. Константин Јиречек је поистовећује са византијском титулом палатофилакса. 

## Значење
Двородржица је био управник владарског двора. Титула двородржице јавља се у доба распада Српског царства, али се не помиње на двору цара Уроша већ на дворовима обласних господара. По узору на Немањиће, свој двор је уредио Александар, господар Канине и Валоне. Окружио се властелом која је носила војне и дворске титуле. Његов двородржива звао се Рајче. Није познато име двородрживе деспота Јована Угљеше. Деспот је одредио да на поседима манастира Светих арханђела код Габрова никаква права немају ни двородржица, ни пронијар, ни дворанин. Лазаревићи су забранили да на добрима манастира Светог Пантелејмона заповедају владушти: ни војвода, ни кефалија, ни двородржица, ни челник. Лазаревиће је служио двородржица Радивој. Претпоставља се да је двородржица Новак био у служби Вука Бранковића који је држао Призрен. Двородржица Радосав Јунаковић служио је Ђурђа Црнојевића, господара Зете. Понекад двородржица иступа као представник централне управе. Радивоје, двородржица Лазаревића, јавља се у улози милосника, а Радосав Јунаковић, двородржица Ђурђа Црнојевића, имао је функцију пристава.